# Jorge Moll
Jorge Moll é um neurocientista brasileiro e diretor-presidente do Instituto D’Or de Pesquisa e Ensino, que tem como sua principal mantenedora a Rede D'Or São Luiz. Em 2009, foi eleito membro afiliado da Academia Brasileira de Ciências.

## Biografia
Moll é fundador e coordenador da Unidade de Neurociência Cognitiva e Comportamental do Instituto D’Or de Pesquisa e Ensino, instituição sem fins lucrativos que tem como linhas de pesquisa neurociência, medicina intensiva, medicina interna, oncologia e pediatria.
Em 1994, Moll formou-se em medicina pela Universidade Federal do Rio de Janeiro, especializando-se em neurologia três anos depois. Em 2003, terminou o doutorado em Ciências (Fisiologia Humana) pela Universidade de São Paulo e, em 2007, concluiu o pós-doutorado nos National Institutes of Health, em Maryland, nos Estados Unidos, onde se especializou na área de neurociência cognitiva.
A partir de estudos clínicos em pacientes com distúrbios neuropsiquiátricos e experimentos de ressonância magnética funcional, Moll desenvolve pesquisas em suas principais áreas de estudo: bases neurais do comportamento e da cognição moral, neurociência & psicologia social, emoções morais e comportamento anti-social.
No meio acadêmico, Moll é conhecido por suas pesquisas que abordam o julgamento e emoções morais e as respostas do cérebro humano às ações de generosidade. Em 2006, concebeu e conduziu um inovador estudo que analisou como o cérebro humano se comporta ao realizar atos de generosidade. O estudo, financiado pelo Instituto Nacional de Desordens Neurológicas e Doenças Cerebrovasculares, nos Estados Unidos, foi o primeiro a examinar as bases biológicas de atos de doação e altruísmo no cérebro humano.
Entre 2012 e 2018, juntamente com outros cientistas brasileiros, conduziu uma série de estudos que desvendaram as bases neurais de sentimentos de apego e ternura, do pertencimento a grupos sociais, assim como sua modulação utilizando interfaces cérebro-máquina. Além disso, demonstrou como decisões altruístas podem ser alteradas por lesões cerebrais focais em veteranos da guerra do Vietnam. Tais estudos foram publicados em periódicos científicos como o Journal of Neuroscience, Nature Reviews Neuroscience, Human Brain Mapping e Brain, entre outros. Tais estudos também contribuíram para o entendimento de distúrbios psiquiátricos como a depressão e a psicopatia.